# VinFast LUX A2.0
La VinFast LUX A2.0 è un'autovettura prodotta dalla casa automobilistica vietnamita VinFast dal 2018.

## Descrizione

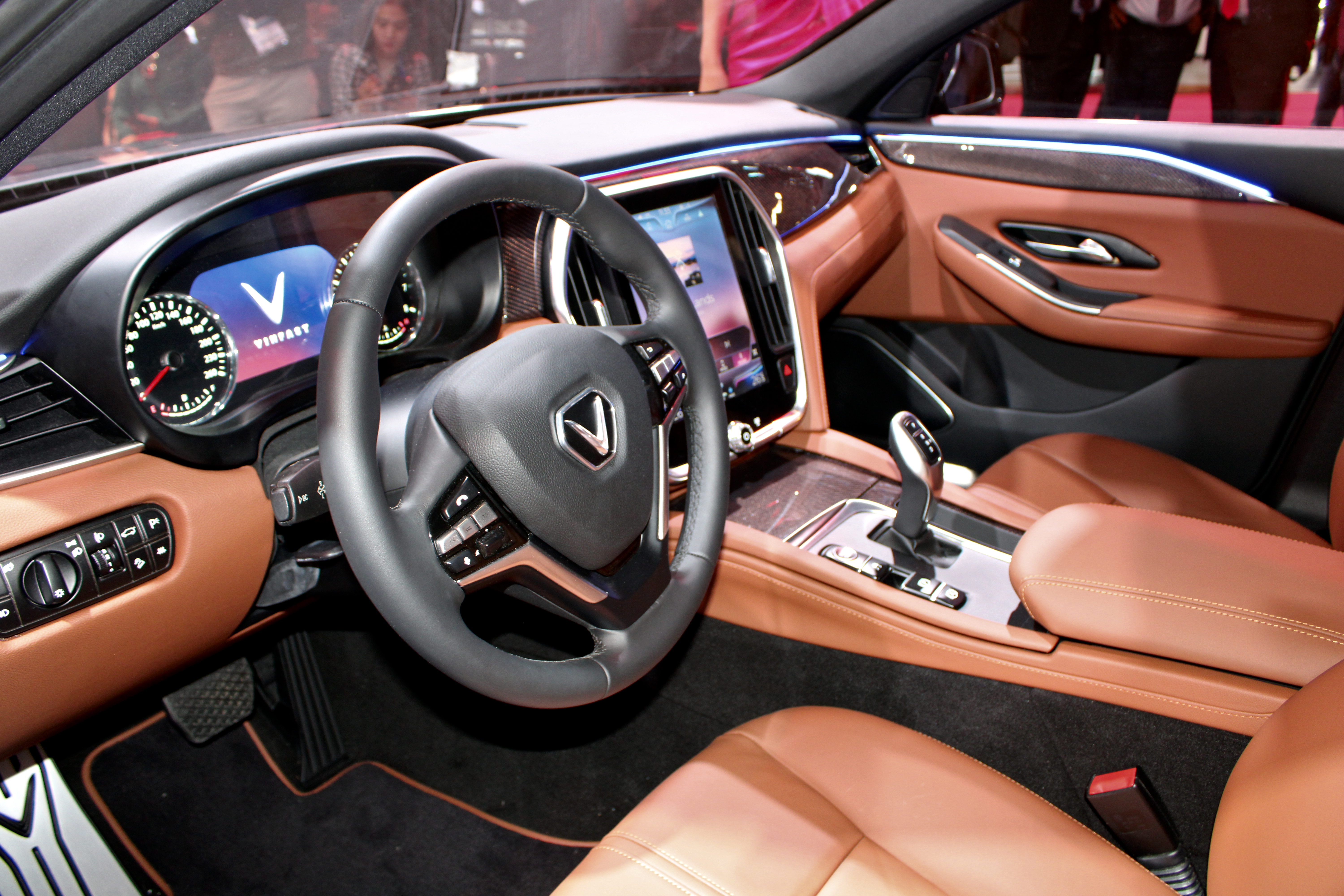
Interni

La vettura ha debuttato al Salone di Parigi nel autunno 2018 , insieme alla VinFast LUX SA2.0.
Progettata e disegnata dalla italiana Pininfarina, la vettura è realizzata sulla base tecnica e telaistica della BMW Serie 5 F10.
La VinFast ha iniziato la produzione nel marzo 2019 della LUX A2.0 con la costruzione di alcuni esemplari preserie, per poi avviare la produzione completa a settembre 2019 presso lo stabilimento di Haiphong.

### Tecnica
La LUX A2.0 è alimentata da un propulsore a benzina a quattro cilindri in linea turbocompresso da 2,0 litri derivato dal motore BMW N20B20, abbinato a un cambio automatico a 8 rapporti. Dalla berlina tedesca vengono riprese altre componenti meccaniche, come le sospensioni a quadrilatero all'avantreno e multilink al retrotreno.

### Sicurezza
La LUX A2.0 ha ricevuto nel settembre 2019 una valutazione da parte dell'ente ASEAN NCAP di  5 stelle.